# توتال إنرجيز
شركة توتال إنرجي (بالإنجليزية: TotalEnergies SE) (اختصاراً «توتال») مجموعة شركات فرنسية متكاملة متعددة الجنسيات للنفط والغاز تأسست في العام 1924، وهي واحدة من سبع شركات نفطٍ «كبرى» supermajor. تغطي أعمالها سلسلة النفط والغاز بأكملها من استكشاف النفط الخام والغاز الطبيعي وإنتاجهما إلى توليد الطاقة، والنقل، وتكرير النفط، وتسويق المنتجات البترولية، والتجارة الدولية للنفط الخام ومنتجاته، وفضلاً عن ذلك فهي كذلك شركة تصنيع موادَ كيميائيةٍ على نطاقٍ واسعٍ.
يقع مكتب «توتال إنرجي» الرئيسي في منطقة «تور توتال» Tour Total في منطقة La Défense في Courbevoie في غرب باريس. سهم الشركة أحد مكونات مؤشر سوق الأسهم Euro Stoxx 50 «يوروستوكس 50». في العام 2020 صنفتها «فوربس غلوبال 2000» Forbes Global 2000 واحدةً من أكبر تسعةٍ وعشرين شركةٍ عامةٍ في العالم، كما صُنفت -فضلاً عن ذلك- في قائمة «فورتشن غلوبال 500» Fortune Global 500 كواحدةٍ من أكبر خمسٍ وعشرين شركةً من أي مجالٍ كان.
 وعلى غرار شركات الوقود الأحفوري الأخرى تمتلك «توتال إنرجي» تاريخاً معقداً من التأثيرات البيئية والاجتماعية بما في ذلك الخلافات متعددة الأطراف. فوفقاً لتقرير CDP Carbon Majors للعام 2017 كانت الشركة واحدةً من أكبر مئة شركةٍ تُنتج انبعاثات الكربون على مستوى العالم، وكانت مسؤولةً عن 0.9 ٪ من الانبعاثات العالمية ما بين العامين 1998 إلى 2015.

## التاريخ

### (24 - 1985): شركة البترول الفرنسية
تأسستِ الشركة بعد الحرب العالمية الأولى عندما رفض الرئيس الفرنسي آنذاك ريمون بوانكاريه فكرة الشراكة مع شركة شل لصالح إنشاء شركة نفطٍ فرنسيةٍ بالكامل. بناءً على طلب «بوانكاريه» أسس الكولونيل «إرنست مرسييه» بدعمٍ من تسعين مصرفاً شركة توتال في 28 مارس/آذار من العام 1924 باسم (بالفرنسية: Compagnie française des pétroles (CFP)) حرفياً «شركة البترول الفرنسية». كان يُنظر إلى النفط على أنه مادة حيوية في حالة نشوب حربٍ جديدةٍ مع ألمانيا.
ووفق الاتفاقية التي جرى التوصل إليها خلال «مؤتمر سان ريمو» في العام 1920 حازتِ الدولة الفرنسية على حصة الـ 25 ٪ التي يمتلكها «دويتشه بنك» في «شركة البترول التركية» (TPC) كجزءٍ من تعويض أضرار الحرب التي تسببت بها ألمانيا خلال الحرب العالمية الأولى. نُقلت حصة الحكومة الفرنسية في TPC إلى CFP أي «شركة البترول الفرنسية»، وأعادت «اتفاقية الخط الأحمر» في عام 1928 تنظيم حصة CFP في TPC (التي أعيدت تسميتها -فيما بعد- بـ«شركة نفط العراق») في العام 1929) إلى 23.75 ٪. كانت الشركة -ومنذ إنشائها- تعتبر من شركات القطاع الخاص نظراً لإدراجها في بورصة باريس في العام 1929.
كانت الشركة خلال الثلاثينات من القرن الماضي تعمل في مجال الاستكشاف والإنتاج بشكلٍ أساسيٍّ في الشرق الأوسط. بدأت أول مصفاةٍ لها في العمل في نورماندي في العام 1933. بعد الحرب العالمية الثانية انخرطت شركة CFP في التنقيب عن النفط في فنزويلا، وكندا، وإفريقيا أثناء السعي وراء مصادر الطاقة داخل فرنسا. بدأ التنقيب في الجزائر التي كانت آنذاك مستعمرةً فرنسيةً في العام 1946، وأصبحت الجزائر مصدراً رئيسياً للنفط في الخمسينات.
في العام 1954 قدمت CFP منتَجَها النهائي - علامة «توتال» التجارية للبنزين في القارة الإفريقية وأوروبا.
في العام 1980 قامت شركة «توتال بتروليوم» (أمريكا الشمالية) المحدودة -وهي شركة تسيطر عليها CFP بنسبة 50 ٪- بشراء أصول التكرير والتسويق الأمريكية لشركة «ڤيكرز بتروليوم» Vickers Petroleum كجزءٍ من عملية بيعٍ من قبل [شركة] «إسمارك» Esmark لممتلكاتها في مجال الطاقة. أعطى هذا الشراء طاقة تكريرٍ إجماليةٍ، ونقلٍ، وشبكةٍ من ثلاثمئةٍ وخمسين (350) محطة خدمةٍ في عشرين ولاية [أمريكية].

### 1985 - 2003: إجماليCFP، وإعادة تسمية العلامة التجارية بـ«توتال»Total

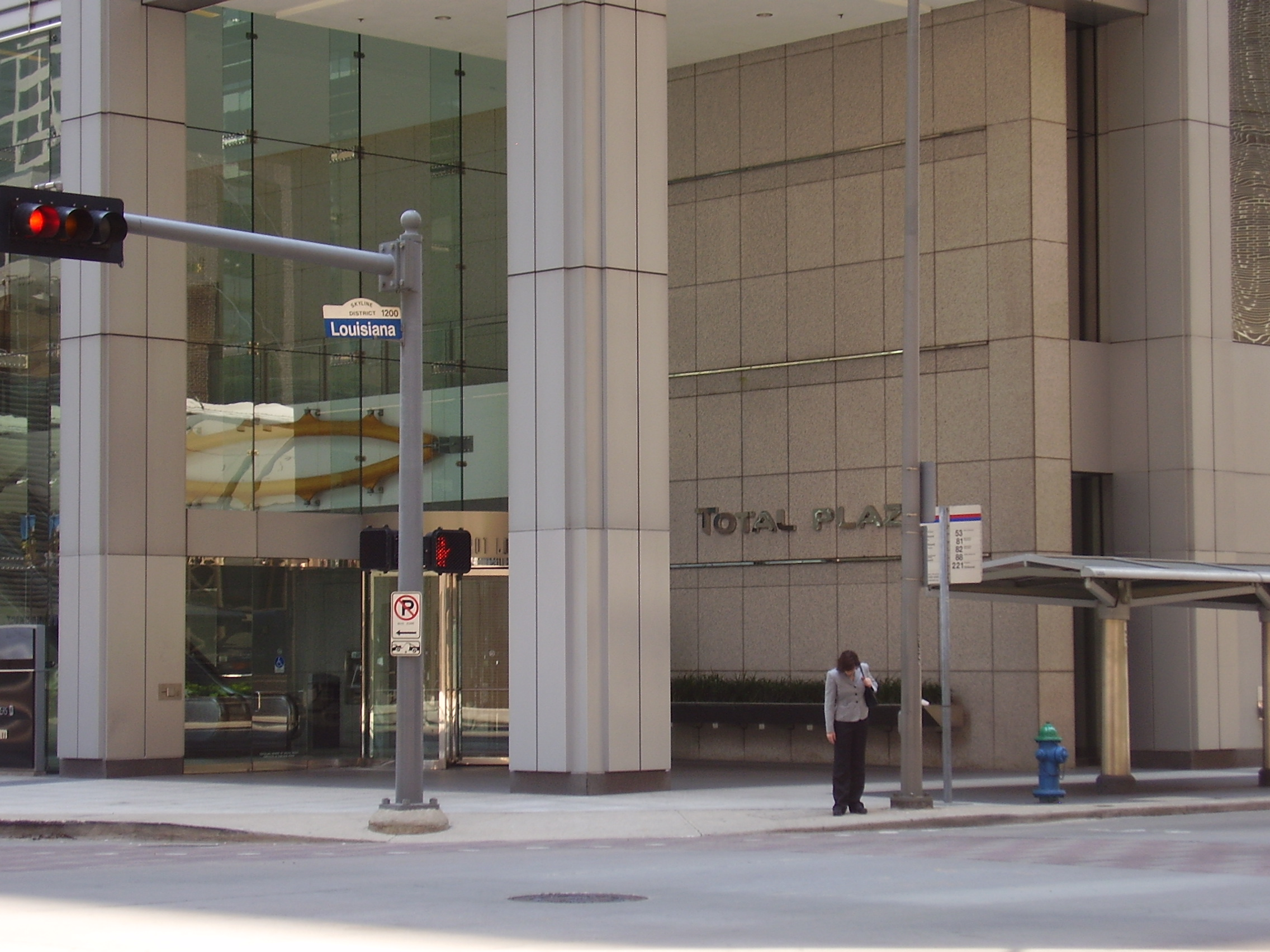
"توتال بلازا" المقر الرئيسي للشركة التابعة "توتال للبتروكيماويات، الولايات المتحدة الأمريكية"، في وسط مدينة هيوستن.

كانت إدارة شركة توتال على درايةٍ بالآثار الضارة للاحتباس الحراري منذ العام 1971 على الأقل، ومع ذلك أنكرتِ الشركة علناً نتائج علم المناخ حتى التسعينات. اتّبعت توتال أيضاً عدداً من الاستراتيجيات للتستر على التهديد والمساهمة في أزمة المناخ.
أعادتِ الشركة تسمية نفسها Total CFP في العام 1985 بهدف البناء على شعبية علامتها التجارية الخاصة بالبنزين. في وقتٍ لاحقٍ من العام 1991 غُيّر الاسم إلى «توتال» عندما أصبحت شركةً عامةً مدرجةً في بورصة نيويورك. خفّضتِ الحكومة الفرنسية -التي كانت تسيطر على أكثر من ثلاثين في المئة من أسهم الشركة في العام 1991- خفضت حصتها في الشركة إلى أقل من واحدٍ في المائة بحلول العام 1996. في الفترة الزمنية بين العامين 1990 و1994 زادت الملكية الأجنبية في الشركة من 23 في المئة إلى 44 في المئة.
وفي الوقت نفسه واصلت «توتال» توسيع وجودها في مجال البيع بالتجزئة في أمريكا الشمالية تحت العديد من الأسماء التجارية. في العام 1989 اشترت شركة «توتال بتروليوم» -ومقرها دنفر بولاية كولورادو- الشركة التابعة لشركة «توتال سي اف بي» في أمريكا الشمالية مئة وخمسةً وعشرين موقعاً للبيع بالتجزئة على الطريق «رانر» من شركة «تيكساركانا» في تكساس التابعة لشركات «ترومان أرنولد». بحلول العام 1993 كانت شركة «توتال بتروليوم» تدير ألفين وستمئة متجر بيعٍ بالتجزئة ذات العلامات التجارية «ڤيكرز»، و«أبكو»، و«رود رانر»، و«توتال». في ذلك العام بدأتِ الشركة في إعادة تصميم جميع متاجرها التي تعمل بالبنزين والمتاجر الصغيرة في أمريكا الشمالية وتغيير علامتها التجارية لاستخدام اسم Total «توتال». بعد أربع سنواتٍ فقط باعت شركة توتال عمليات التكرير والتجزئة في أمريكا الشمالية إلى شركة «ألترامار دياموند شارموك» Ultramar Diamond Shamrock مقابل أربعمئة مليون دولار في المخزون و414 مليون دولار من الديون المفترضة.
بعد استحواذ توتال على «بتروفينا» البلجيكية في العام 1999 أصبحت تُعرف باسم «توتال فينا» TotalFina. بعد ذلك استحوذت أيضاً على «إلف أكيتين» Elf Aquitaine. هكذا سُميت لأول مرةٍ «توتال فينا إلف» TotalFinaElf بعد الاندماج في العام 2000، ثم أعيدت تسميتها لاحقاً إلى توتال Total في 6 مايو/أيار في العام 2003. وأثناء عملية إعادة التسمية هذه جرى الكشف عن شعار الكرة الأرضية.

رسم بياني لشركات الطاقة الكبرى التي يطلق عليها اسم "بيج أويل" Big Oil مرتبةً حسب أحدث الإيرادات المعلنة.

### 2003 - 2021
في العام 2003 وقعت توتال على حصة 30 ٪ في مشروع استكشاف الغاز في المملكة العربية السعودية في جنوب الربع الخالي. كان مشروعاً مشتركاً مع «رويال داتش شل» و«أرامكو» السعودية. بيعت الحصة لاحقاً إلى شركائها.
في مايو/أيار من العام 2006 وقعت «أرامكو» السعودية، وتوتال مذكرة تفاهمٍ لتطوير مصفاة الجبيل، و«مشروع البتروكيماويات» في المملكة العربية السعودية، والتي هدفت لتكرير أربعمئة ألف برميلٍ يومياً. في 21 سبتمبر/أيلول من العام 2008 أنشأت الشركتان رسمياً مشروعاً مشتركاً باسم شركة «أرامكو» السعودية وتوتال للتكرير والبتروكيماويات («ساتورب») حيث تمتلك أرامكو السعودية حصة 62.5 ٪ بينما تمتلك توتال النسبة المتبقية 37.5 ٪.
انسحبت شركة «توتال» في العام 2006 من جميع أعمال التطوير الإيرانية بسبب مخاوف الأمم المتحدة، والتي أدت إلى فرض عقوباتٍ بناءً على احتمال تسليح البرنامج النووي الإيراني.
خلال مناقصة عقود خدمات النفط العراقية 2009-2010 حصل تحالف بقيادة CNPC (بنسبة 37.5 ٪)، والذي شمل أيضاً توتال (بنسبة 18.75 ٪)، و«بتروناس» Petronas (بنسبة 18.75 ٪) على عقد إنتاجٍ لـ«حقل حلفايا» في جنوب العراق الذي يحتوي على ما يقدر بـ 4.1 مليار برميل (ما يعادل 650.000.000 م3) من النفط.
ابتداءً من العام 2010 كان لدى «توتال» أكثر من ستةٍ ونسعين ألف موظفٍ، وتعمل في أكثر من مئةٍ وثلاثين دولةً. في سبتمبر/أيلول من العام 2010 أعلنت شركة توتال عن خططها للانسحاب من سوق الساحة الأمامية في المملكة المتحدة.
في نوفمبر/تشرين الثاني من العام 2012 أعلنت توتال أنها تبيع حصتها البالغة 20 ٪ وتفويضها التشغيلي في مشروعها البحري النيجيري إلى وحدةٍ من شركة «الصين للبتروكيماويات» مقابل 2.5 مليار دولار.
في العام 2013 بدأت توتال العمل في «كاشاجان» مع شركة تشغيلٍ شمالي بحر قزوين. كان أكبر اكتشافٍ لاحتياطيات النفط منذ العام 1968. وفي العام 2013 زادت توتال حصتها في «نوفاتيك» إلى 16.96 ٪. في سبتمبر/أيلول 2013 وافقت شركة توتال وشريكها في المشروع المشترك على شراء أعمال التوزيع بالتجزئة لشركة «شيڤرون كوربوريشن» Chevron Corporation في الباكستان مقابل مبلغٍ لم يُكشف عنه.
في يناير/كانون الثاني من العام 2014 أصبحت توتال أول شركة نفطٍ وغازٍ كبرى تحصل على حقوق التنقيب عن الغاز الصخري في المملكة المتحدة بعد أن اشترت حصة 40 ٪ في ترخيصين في منطقة Gainsborough Trough في شمالي إنجلترا مقابل ثمانيةٍ وأربعين مليون دولار. في يوليو/حزيران من العام 2014 كشفتِ الشركة أنها تُجري محادثاتٍ حصريةً لبيع أعمال توزيع غاز البترول المسال في فرنسا إلى شركة UGI -التي مقرها بنسلفانيا- مقابل أربعمئةٍ وخمسين (450) مليون يورو (ما يعادل ستمئةٍ وخمسة عشر (615) مليون دولار).
في 20 أكتوبر/تشرين الأول من العام 2014 في الساعة 23:57 بتوقيت غرينتش اشتعلت النيران في طائرة رجال الأعمال Dassault Falcon 50 المتجهة إلى باريس، وانفجرت أثناء إقلاعها بعد اصطدامها بمركبة إزالة الجليد في مطار «فنوكوفو» الدولي مما أسفر عن مقتل أربعةٍ من بينهم ثلاثة من أفراد الطاقم، و«كريستوف دي مارجري» الرئيس التنفيذي CEO لشركة توتال (Total S.A) على متن الطائرة. جرى تأكيد وجود الكحول في دماء سائق السيارة على الأرض. عُيّن «باتريك بويان» الذي كان رئيساً للتكرير في شركة توتال في ذلك الوقت رئيساً تنفيذيّاً، وأيضاً كرئيسٍ لشركة توتال في 16 ديسمبر/كانون الأول من العام 2015.
في فبراير/شباط من العام 2015  أعلنت توتال عن خططٍ لإلغاء مئةٍ وثمانين (180) وظيفةٍ في المملكة المتحدة، وخفض طاقة التكرير، وإبطاء الإنفاق على حقول بحر الشمال بعدما هبطت إلى 5.7 مليار دولارٍ خسارة الربع الأخير. وقالت الشركة إنها ستبيع أيضاً أصولاً بقيمة خمسة مليارات دولارٍ في جميع أنحاء العالم وخفض تكاليف الاستكشاف بنسبة 30 ٪.
في يونيو/حزيران من العام 2016 وقّعت توتال صفقةً بقيمة مئتين وأربعةٍ وعشرين (224) مليون دولارٍ لشراء «لامبيريس» Lampiris ثالث أكبر مورّدٍ بلجيكيٍّ للغاز والطاقة المتجددة لتوسيع أنشطة توزيع الغاز والطاقة.
في يوليو/تموز من العام 2016 وافقت شركة توتال على شراء شركة تصنيع البطاريات الفرنسية Saft Groupe S.A في صفقةٍ بقيمة (1.1) مليار دولارٍ لتعزيز تطورها في أعمال الطاقة المتجددة والكهرباء.
بحلول أكتوبر/تشرين الأول من العام 2016 بلغت قيمة أسهم الشركة (111.581) مليون يورو موزعةً على (2.528.459.212) سهمٍ. كانت الأسهم مملوكةً لعددٍ كبيرٍ من المساهمين، وأكبرهم شركة Blackrock «بلاكروك» بنسبة (5.02٪)، وموظفو Total SA نفسها بنسبة (4.9٪)، والشركة نفسها بنسبة (4.7٪)، ومجموعة Bruxelles Lambert «بروكسل لامبرت» بنسبة (2.5٪).
في العام 2016 وافقت توتال على الاستحواذ على (2.2) مليار دولارٍ من أصول المنبع والمصب من شركة «پتروبراس» Petrobras كجزءٍ من التحالف الاستراتيجي للشركات الذي تم الإعلان عنه في أكتوبر/تشرين الأول من العام 2016. بالنسبة لشركة توتال فإن هذه الشراكات الجديدة مع «پتروبراس» تعزز مكانة توتال في البرازيل من خلال الوصول إلى حقولٍ جديدةٍ في حوض سانتوس فيما هي تدخل في سلسلة الغاز القيّمة.
بين العامين 2013 و2017 نظمت بالكامل تحدي ARGOS، وهي مسابقة «روبوتية» robotic تهدف إلى تطوير روبوتات لمواقع إنتاج النفط والغاز. وفاز بها فريق نمساوي ألماني باستخدام نوعٍ مختلفٍ من روبوت تعقب «تاوروب».
في يوليو/تموز من العام 2017 وقعت شركة توتال صفقةً بمبلغٍ إجماليٍّ قدره (4.8) مليار دولارٍ مع إيران لتطوير وإنتاج حقل جنوب «بارس» أكبر حقل غازٍ في العالم. كانت الصفقة أول استثمارٍ أجنبيٍّ في إيران منذ عقوبات يوليو/تموز 2015 التي فُرضت على التسليح النووي الإيراني، والتي رُفعت بموجب JCPOA خطة العمل الشاملة المشتركة.
في أغسطس/آب من العام 2017 أعلنت توتال عن استحواذها على شركة «ميرسك أويل» مقابل (7.45) مليار دولارٍ في صفقة أسهمٍ وديونٍ. ستضع هذه الصفقة توتال في موقع المشغل الثاني في بحر الشمال.
في سبتمبر/أيلول من العام 2017 وقعت توتال اتفاقية مع «إيرين للطاقة المتجددة» EREN Renewable Energy للاستحواذ على حصة 23 ٪ من «إيرين إر. إي» EREN RE بمبلغ (237.5) مليون يورو.
في نوفمبر/تشرين الثاني من العام 2017 أعلنت شركة توتال إطلاق «توتال سبرينغ» في السوق السكنية الفرنسية، وهو عرض للغاز الطبيعي والطاقة الخضراء أرخص بنسبة 10 ٪ من التعريفات المنظمة. ومن ثَمَّ فإن شركة توتال تتابع استراتيجيتها الخاصة بالتكامل النهائي في سلسلة قيمة الغاز والطاقة في أوروبا.
في أغسطس/آب من العام 2018 انسحبت شركة توتال رسمياً من حقل غاز بارس الجنوبي الإيراني بسبب ضغوط العقوبات الأمريكية.
في أغسطس/آب من العام 2019 أعلنت توتال عن بيع 30 ٪ من حصتها في شبكة خطوط أنابيب ترابيل لمشغل تخزين النفط الخام Pisto SAS مقابل 260 مليون يورو.
في أغسطس/آب من العام 2019 وقعت توتال صفقاتٍ لنقل 30 ٪، و28.33 ٪ من أصولها في بلوك 2913B وبلوك 2912 في ناميبيا إلى «قطر للبترول»، كما ستحول الشركة 40 ٪ من حصتها الحالية البالغة 25 ٪ في منطقتي Orinduik وKanuku في جويانا، و25 ٪ من الحصص في بلوكات L11A وL11B وL12 في كينيا إلى «قطر للبترول».
في ديسمبر/كانون الثاني 2020 أعلنت الشركة أنها تخطط لإلغاء خمسمئة وظيفةٍ تطوعيةٍ في فرنسا.
في يناير/كانون الثاني من العام 2021 غادرت شركة توتال «لوبي معهد البترول الأمريكي» بسبب الاختلافات في الرؤية المشتركة حول كيفية معالجة مكافحة تغير المناخ.
في أبريل/نيسان من العام 2021 قالت توتال إنها سجلت دخلاً قدره ثلاثة مليارات دولارٍ للفترة من يناير/كانون الأول إلى مارس/آذار (الربع الأول)، وهو دخل قريب من المستويات المسجلة قبل الوباء.

### 2021 - الوقت الحاضر: تغيير العلامة التجارية إلى «توتال إنرجي»
في مايو/أيار من العام 2021 كان من المقرر أن تصادق الشركة على تغيير اسمها إلى TotalEnergies كتوضيحٍ مقصودٍ لاستثماراتها في مجال إنتاج الكهرباء الخضراء. في 28 مايو/أيار من العام 2021 وفي اجتماع المساهمين العادي وغير العادي وافق المساهمون على تغيير الاسم إلى TotalEnergies. «توتال إنرجي».

## البيانات المالية
المجموعة منتشرة في جميع أنحاء العالم، وقد أُدرجت في بورصة باريس لأول مرةٍ في العام 1929، وهي ومدرجة في بورصة نيويورك، وبورصة يورونيكست لأكبر الشركات الأوروبية، ويقدر عدد موظفيها بأكثر من تسعةٍ وستين (69) ألف موظفٍ في العام 2008، وعائدٍ ناف على مئةٍ وثلاثين (130) مليار دولارٍ أمريكيٍّ في العام 2007.
| السنة                   | 2011    | 2012    | 2013    | 2014    | 2015    | 2016    | 2017    | 2018    | 2019    |
| ----------------------- | ------- | ------- | ------- | ------- | ------- | ------- | ------- | ------- | ------- |
| "العائد" Revenue        | 228.151 | 249.725 | 235.144 | 212.018 | 143.421 | 127.925 | 149.099 | 184.106 | 176.249 |
| "صافي الدخل" Net Income | 16.816  | 14.649  | 11.562  | 4.244   | 5.087   | 6.196   | 8.631   | 11.446  | 11.267  |
| الأصول Assets           | 224.725 | 235.382 | 237.659 | 229.798 | 224.484 | 230.978 | 242.631 | 256.762 | 273.294 |
| الموظفون Employees      | 96,104  | 97,126  | 98,799  | 100,307 | 96,019  | 102,168 | 98,277  | 104,460 | 107,776 |

## المنظمة

### قطاعات الأعمال
في سبتمبر/أيلول من العام 2016 أنشأت توتال مؤسسةً جديدةً لتحقيق طموحها في أن تغدوَ رائدةً مسؤولةً في مجال الطاقة. وتتكون هذه المؤسسة من الأقسام التالية:
- الاستكشاف والإنتاج.[72]
- الغاز والطاقة المتجددة.
- التكرير والكيماويات.
- التجارة والشحن.
- خدمات التسويق.
- إجمالي الخدمات العالمية.

وفي العام 2016 أنشأت توتال أيضاً قسمين مؤسسييّن جديدين، وهما «المسؤولية الاجتماعية والأفراد» (الموارد البشرية؛ الصحة والسلامة والبيئة؛ قسم الأمن؛ وقسم جديد لإشراك المجتمع المدني)، و«الاستراتيجية والابتكار» (قسم الاستراتيجية والمناخ المسؤول عن ضمان أن تُدرج الاستراتيجية «سيناريو الاحتباس الحراري بمعدل درجتين مئويتين»، والشؤون العامة، والتدقيق، والبحث والتطوير، والمسؤول الرقمي الأول ونائب الرئيس الأول للتقانة).

### الشركات التابعة والشركات الفرعية
ابتداءً من 31 ديسمبر/كانون الأول من العام 2014 كان لدى «توتال إنرجي» تسعمئةٍ وثلاثة (903) شركاتٍ تابعةٍ مدمجةٍ في نتائج المجموعة جنباً إلى جنبٍ مع الاستثمارات التابعة والمشاريع المشتركة، ومعظمها في غاز البترول المسال LPG. بالإضافة إلى ذلك كان لدى توتال حيازات أخرى من الأسهم تبلغ حوالي ثلاثة مليارات يورو تعامل كاستثماراتٍ، وشاركت في عددٍ من المشاريع المشتركة الهامة معظمها يتعلق بالتنقيب عن غاز النفط المسال LPG والغاز الطبيعي المسال LNG وإنتاجه وشحنه.
المشاريع المشتركة joint ventures التي يجري التعامل معها كشركاتٍ تابعةٍ تُدرج في القسم الفرعي الموحد.

#### الشركات التابعة الموحدة الرئيسية
- "شركة أبوظبي لتسييل الغاز المحدودة" (5.00 ٪)، الإمارات العربية المتحدة.
- "إير توتال إنترناشونال إس إيه"، سويسرا.
- "آميريس إنكوربوريشن" Amyris Inc. بنسبة (17.88 ٪)، الولايات المتحدة.
- "أنجولا بلوك 14 ب. ڤي." (50.01 ٪)، هولندا، (تعمل في أنغولا).
- "أنغولا للغاز الطبيعي المسال المحدودة" (13.60 ٪)، برمودا، (تعمل في أنغولا).
- "AS 24"، فرنسا.
- "أتلانتيك للتجارة والتسويق"، الولايات المتحدة.
- "أتوتك (الصين) للكيماويات المحدودة"
- "أتوتك ب. ڤي." Atotech B.V، هولندا.
- "أتوتك ألمانيا" Atotech Deutschland GmbH، ألمانيا.
- "أتوتك تايوان".
- شركة "BASF توتال للبتروكيماويات LLC" بنسبة (40.00 ٪)، الولايات المتحدة.
- "براس القابضة المحدودة"، لوكسمبورغ.
- "براس للغاز الطبيعي المسال المحدودة" (17.00 ٪)، نيجيريا.
- "شركة بترول الشرق" Compagnie Pétrolière de l’Oest - CPO، فرنسا.
- "شركة كوس مار" (50.00 ٪)، الولايات المتحدة.
- "كوسدن ل.ل.سي" Cosden LLC، الولايات المتحدة.
- "Cray Valley USA LLC"، الولايات المتحدة.
- "CSSA" - شركة خدمات تأجير وشحن ش.م، سويسرا.
- شركة "داليان غرب المحيط الهادي للبتروكيماويات المحدودة" (WEPEC) بنسبة (22.41 ٪)، الصين.
- "دولفين للطاقة المحدودة" (24.50 ٪)، الإمارات العربية المتحدة.
- "إي. إف. للنفط والغاز المحدودة" E. F. Oil And Gas Limited، المملكة المتحدة.
- "إلف أكيتين" Elf Aquitaine، فرنسا.
- "إلف أكيتين للأسمدة"، فرنسا.
- "إلف أكيتين" Elf Aquitaine Inc.، الولايات المتحدة.
- "إلف للإنتاج والاستكشاف"، فرنسا.
- "إلف للاستكشاف المملكة المتحدة المحدودة" Elf Exploration UK Limited، المملكة المتحدة.
- "إلف بتروليوم إيران" Elf Petroleum، (تعمل في إيران)، فرنسا.
- "إلف بتروليوم المملكة المتحدة المحدودة" Elf Petroleum UK Limited، المملكة المتحدة.
- "غاز للنقل وتكنيجاز ش." (30.00 ٪)، فرنسا.
- Grande Paroisse S.A، فرنسا.
- "هانهوا توتال للبتروكيماويات المحدودة" Hanwha Total Petrochemicals Co. Ltd بنسبة (50.00 ٪)، كوريا الجنوبية.
- "هتشيسون الأرجنتين إس. آ." Hutchinson Argentina S.A.
- Hutchinson Autopartes De Mexico، S.A. دي سي.
- "هتشينسون"، الولايات المتحدة.
- "هتشيسون البرازيل إس. آ." Hutchinson Do Brasil S.A، Brazil.
- "شركة هتشينسون"، ألمانيا.
- "شركة هتشينسون بولندا" SP Z.O.O.
- "شركة هتشينسون اس. آ."، Hutchinson S.A، فرنسا.
- Ichthys LNG PTY Ltd بنسبة (30.00 ٪)، أستراليا.
- Legacy Site Services LLC، الولايات المتحدة.
- LSS Funding Inc.، الولايات المتحدة.
- Lubrilog SAS، فرنسا.
- "نافتاشيمي" (50.00 ٪)، فرنسا.
- "نيجيريا للغاز الطبيعي المسال المحدودة" (15.00 ٪).
- "نوفاتِك" (16.96 ٪)، روسيا.
- "عمان للغاز الطبيعي المسال ش. م. م." (5.54 ٪).
- "شركة أومنيوم لإعادة التأمين ش.م."، سويسرا.
- "بولسترا اس. ان. سي."، فرنسا.
- "بتروسيدينيو" (30.32 ٪)، فنزويلا.
- "قطر للغاز المسال المحدودة" (II) - القطار ب. (16.70 ٪).
- "قطر للبتروكيماويات ش. م. قابكو" (20.00 ٪).
- "قطر غاز للغاز المسال المحدودة" (10.00 ٪).
- "قاتوفين المحدودة" (49.09 ٪)، قطر.
- Saft Groupe S.A.
- "أرامكو السعودية توتال للتكرير والبتروكيماويات" (37.50 ٪)، السعودية.
- "شتوكمان للتنمية إيه جي" (25.00 ٪)، (تعمل في روسيا)، سويسرا.
- Sigmakalon Group B.V.، هولندا.
- SOCAP S.A.S، فرنسا.
- Société Anonyme de la Raffinerie des Antilles بنسبة (50.00 ٪)، فرنسا.
- Société Civile Immobilière CB2، فرنسا.
- "بنك صوفاكس"، فرنسا.
- SunPower Corporation بنسبة (64.65 ٪)، الولايات المتحدة.
- TOTAL (BTC) S.A.R.L.، لوكسمبورغ.
- TOTAL Énergie Développement، فرنسا.
- "توتال إنرجي غاز"، فرنسا.
- TOTAL Énergies Nouvelles Activités، الولايات المتحدة الأمريكية، فرنسا.
- "توتال أوسترال"، (تعمل في الأرجنتين)، فرنسا.
- "توتال بلجيكا".
- "توتال كابيتال"، فرنسا.
- "توتال كابيتال كندا المحدودة".
- "توتال كابيتال انترناشيونال"، فرنسا.
- "توتال الصين للاستثمار المحدودة".
- "توتال فحم جنوب إفريقيا (PTY) المحدودة".
- "خط أنابيب توتال كولومبيا"، (العاملة في كولومبيا)، فرنسا.
- "توتال ديلاوير"، الولايات المتحدة.
- "توتال ألمانيا" TOTAL Deutschland GmbH، ألمانيا.
- "توتال دولفين ميدستريم ليمتد"، برمودا.
- "توتال داونستريم المملكة المتحدة" TOTAL Downstream UK PLC، المملكة المتحدة.
- Total E&P Absheron B.V.، (تعمل في أذربيجان)، هولندا.
- "توتال E&P الجزائر" Total E&P Algerie، (تعمل في الجزائر)، فرنسا.
- "توتال E&P أنغولا"، (تعمل في أنغولا)، فرنسا.
- "توتال E&P أنغولا بلوك 15/06 المحدودة، برمودا، (تعمل في أنغولا).
- "توتال E&P أنغولا بلوك 17/06"، (تعمل في أنغولا)، فرنسا.
- "توتال E&P أنغولا بلوك 25"، (تعمل في أنغولا)، فرنسا.
- "توتال E&P أنغولا بلوك 32"، (تعمل في أنغولا)، فرنسا.
- "توتال E&P أنغولا بلوك 33"، (تعمل في أنغولا)، فرنسا.
- "توتال E&P أنغولا بلوك 39"، (تعمل في أنغولا)، فرنسا.
- "توتال E&P أنغولا بلوك 40"، (تعمل في أنغولا)، فرنسا.
- "توتال E&P القطب الشمالي روسيا"، فرنسا.
- "توتال E&P أستراليا"، (تعمل في أستراليا)، فرنسا.
- "توتال E&P أستراليا II"، (تعمل في أستراليا)، فرنسا.
- "توتال E&P أستراليا III"، (تعمل في أستراليا)، فرنسا.
- "توتال E&P أذربيجان بي. في"، (تعمل في أذربيجان)، هولندا.
- "توتال E&P بوليفيا، (تعمل في بوليفيا)، فرنسا.
- "توتال E&P بورنيو بي. في"، (تعمل في بروناي)، هولندا.
- "توتال E&P بلغاريا بي. في"، (تعمل في بلغاريا)، هولندا.
- "توتال E&P كندا المحدودة".
- "توتال E&P الصين"، (تعمل في الصين)، فرنسا.
- "توتال E&P كولومبيا"، (تعمل في كولومبيا)، فرنسا.
- "توتال الكونغو للاستكشاف والإنتاج" (85.00 ٪).
- "توتال E&P قبرص بي. في"، (العاملة في قبرص)، هولندا.
- Total E&P Do Brasil LTDA، البرازيل.
- "توتال E&P دولفين أبستريم ليمتد"، (تعمل في قطر)، برمودا.
- "توتال E&P دونغا، كازاخستان.
- "توتال E&P فرنسا".
- "توتال E&P غولف القابضة المحدودة"، برمودا.
- "توتال E&P غولف القابضة المحدودة"، (العاملة في دولة الإمارات العربية المتحدة)، الإمارات العربية المتحدة.
- "توتال E&P غويانا الفرنسية"، فرنسا.
- "توتال E&P القابضة"، فرنسا.
- "توتال E&P إيشثيس" Total E&P Ichthys، (تعمل في أستراليا)، فرنسا.
- "توتال E&P إيشثيس بي. في" Total E&P Ichthys B.V.، (تعمل في أستراليا)، هولندا.
- "توتال E&P إندونيسيا غرب بابوا"، (تعمل في إندونيسيا).
- "توتال E&P إندونيسيا"، (تعمل في إندونيسيا)، فرنسا.
- "توتال للاستكشاف والإنتاج في العراق"، (تعمل في العراق)، فرنسا.
- "توتال E&P إيطاليا"، إيطاليا.
- "توتال E&P كازاخستان"، (تعمل في كازاخستان)، فرنسا.
- "توتال E&P كينيا بي. في"، (تعمل في كينيا)، هولندا.
- "توتال E&P إقليم كردستان العراق (حرير) بي. في"، (تعمل في العراق)، هولندا.
- "توتال E&P إقليم كردستان العراق (سافين) بي. في"، (تعمل في العراق)، هولندا.
- "توتال E&P ليبيا"، (تعمل في ليبيا)، فرنسا.
- "توتال E&P مدغشقر"، (تعمل في مدغشقر)، فرنسا.
- "توتال E&P ماليزيا"، (تعمل في ماليزيا)، فرنسا.
- "توتال E&P المغرب"، (تعمل في المغرب)، فرنسا.
- "توتال E&P موريتانيا"، (تعمل في موريتانيا)، فرنسا.
- "توتال E&P موريتانيا بلوك TA29 بي. في"، (تعمل في موريتانيا)، هولندا.
- "توتال E&P موزمبيق TA29 بي. في"، (العاملة في موزمبيق)، هولندا.
- "توتال E&P ميانمار"، (تعمل في ميانمار)، فرنسا.
- "توتال E&P هولندا بي. في"، هولندا.
- "توتال E&P نيجيريا للمياه العميقة دي المحدودة".
- "توتال E&P نيجيريا للمياه العميقة إي المحدودة".
- "توتال E&P نيجيريا المحدودة".
- "توتال E&P النرويج AS"، النرويج.
- "توتال E&P عمان"، (تعمل في عمان)، فرنسا.
- "توتال E&P قطر"، (تعمل في قطر)، فرنسا.
- "توتال E&P روسيا"، (تعمل في روسيا)، فرنسا.
- "توتال E&P جنوب إفريقيا بي. في"، (تعمل في جنوب إفريقيا)، هولندا.
- "توتال E&P جنوب شرق ماهاكام"، (تعمل في إندونيسيا)، فرنسا.
- "توتال E&P سوريا"، (تعمل في سوريا)، فرنسا.
- "توتال E&P تايرند"، (تعمل في تايلاند)، فرنسا.
- "توتال E&P أوغندا بي. في"، (العاملة في أوغندا)، هولندا.
- "توتال E&P المملكة المتحدة المحدودة، المملكة المتحدة.
- "توتال E&P أوروغواي بي. في"، (تعمل في أوروغواي)، هولندا.
- "توتال E&P الولايات المتحدة Inc"، الولايات المتحدة.
- "توتال E&P فييتنام، (تعمل في فييتنام)، فرنسا.
- "توتال E&P يامال"، فرنسا.
- "توتال E&P للاستكشاف والإنتاج في اليمن"، (تعمل في اليمن)، فرنسا.
- "توتال اسبسياليدادس" TOTAL Especialidades الأرجنتين.
- "توتال اكسبلوريشن ام بريدج بي. في." TOTAL Exploration M’Bridge B.V، (العاملة في أنغولا)، هولندا.
- "توتال الإنتاج الاستكشافي" نيجيريا، فرنسا.
- "توتال فاينانس"، فرنسا.
- "توتال فاينانس اكسبلوريشن" TOTAL Finance Exploitation، فرنسا.
- "توتال فاينانس جلوبال سيرفيسز إس إيه"، بلجيكا.
- "توتال فاينانس، الولايات المتحدة إنك" TOTAL Finance USA Inc، الولايات المتحدة.
- "توتال فندينغ، هولندا بي. في" TOTAL Funding Nederland B.V، هولندا.
- "توتال الجابون"، (58.28 ٪).
- "توتال صناعة الغاز والطاقة، فرنسا.
- "توتال للغاز والطاقة"، المملكة المتحدة.
- "توتال للغاز والطاقة، شمال أمريكا Inc"، الولايات المتحدة.
- TOTAL Gasandes ، فرنسا
- TOTAL Gaz & Éelectricité Holdings France
- TOTAL Gestion Filiales ، فرنسا.
- TOTAL Gestion الولايات المتحدة الأمريكية، فرنسا.
- TOTAL GLNG Australia ،France (تعمل في أستراليا).
- "توتال غينيا الاستوائية" (80.00 ٪)، غينيا الاستوائية.
- "توتال القابضة آسي"، فرنسا.
- "توتال القابضة دولفين أمونت ليمتد"، برمودا.
- "توتال هولدينجز أوروبا"، فرنسا.
- "توتال هولدينجز إنترناشيونال بي. في" TOTAL Holdings International B.V، هولندا.
- "توتال هولدينجز هولندا بي. في" TOTAL Holdings Nederland B.V، هولندا.
- "توتال هولدينجز المملكة المتحدة المحدودة" TOTAL Holdings UK Limited، المملكة المتحدة.
- "توتال هولدينجز الولايات المتحدة إنك" TOTAL Holdings USA Inc، الولايات المتحدة.
- "توتال إنترناشيونال ان. في"، هولندا.
- "توتال كينيا" (93.96 ٪).
- "توتال مصفاة نفط ليندسي المحدودة" TOTAL Lindsey Oil Refinery Ltd ، المملكة المتحدة.
- "توتال LNG أنجولا"، فرنسا.
- "توتال للغاز الطبيعي المسال نيجيريا المحدودة، برمودا.
- TOTAL Lubrifiants (99.98 ٪) ، فرنسا.
- "توتال للتسويق في الشرق الأوسط - المنطقة الحرة" TOTAL Marketing Middle East Free Zone ، الإمارات العربية المتحدة.
- "توتال لخدمات التسويق"، فرنسا.
- "توتال المغرب"، المغرب.
- TOTAL Midstream Holdings UK Limited ، المملكة المتحدة
- TOTAL Mineraloel Und Chemie GmbH ، ألمانيا؟
- "توتال النفط والغاز أمريكا الجنوبية وفرنسا.
- TOTAL Oil And Gas Venezuela B.V. ، هولندا (العاملة في فنزويلا)
- TOTAL OIL TURKYE AS ، تركيا
- TOTAL Olefins أنتويرب ، بلجيكا
- "توتال أوتري مير ، فرنسا
- "توتال عدد المشاركات Pétrolières Gabon
- توتال للبتروكيماويات والتكرير ش. / نيفادا ، بلجيكا
- شركة TOTAL Petrochemicals & Refining USA Inc. ، الولايات المتحدة
- توتال للبتروكيماويات فرنسا
- توتال بتروليوم أنجولا ، فرنسا (تعمل في أنغولا)
- مجموع الملامح Pétroliers ، فرنسا
- توتال قطر للنفط والغاز ، فرنسا
- TOTAL Raffinaderij Antwerpen NV ، بلجيكا
- TOTAL Raffinage Chimie ، فرنسا
- توتال رافيناج فرنسا
- TOTAL Raffinerie Mitteldeutschland GmbH ، ألمانيا
- توتال اس ايه ، فرنسا
- TOTAL Shtokman B.V. ، هولندا
- توتال جنوب أفريقيا المحدودة (50.10٪)
- شركة TOTAL Specialities USA Inc. ، الولايات المتحدة
- الخزانة الكلية ، فرنسا
- TOTAL UK Finance Ltd ، المملكة المتحدة
- TOTAL UK Limited ، المملكة المتحدة
- TOTAL Upstream Nigeria Limited
- TOTAL Upstream UK Limited ، المملكة المتحدة
- "توتال فنزويلا"، فرنسا
- توتال فوستوك ، روسيا
- شركة توتال اليمنية للغاز الطبيعي المسال المحدودة ، برمودا
- TotalErg SPA (49.00٪) ، إيطاليا
- TOTSA Total Oil Trading S.A. ، سويسرا
- Yamal LNG (33.59٪) ، روسيا
- الشركة اليمنية للغاز الطبيعي المسال المحدودة (39.62٪) ، برمودا (تعمل في اليمن)
- Zeeland Refinery N.V. (55.00٪) ، هولندا

### المكتب الرئيسي

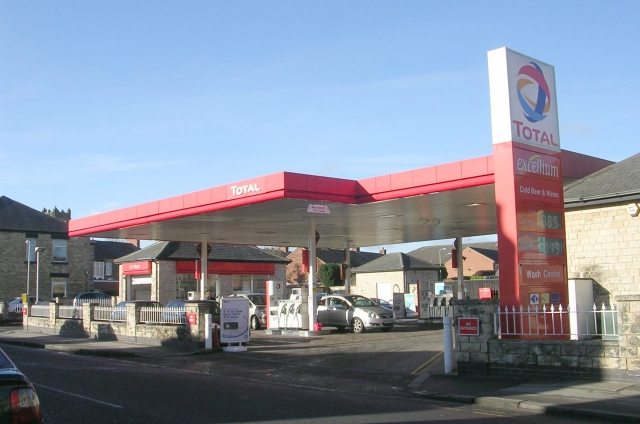
محطة تعبئة كاملة في "ويذربي" Wetherby، غرب يوركشاير في بريطانيا.

يقع المكتب الرئيسي للشركة في «تور توتال» Tour Total في منطقة «لاديفانس» La Défense في Courbevoie في فرنسا بالقرب من باريس. شُيّد المبنى في الأصل بين العامين 1983، و1985 من أجل شركة «إلف أكيتين» Elf Aquitaine. استحوذت شركة «توتال اس. أ.» Total SA على المبنى بعد اندماجها مع Elf في العام 2000.

### الإدارة العليا
كان «كريستوف دي مارجري» الرئيس التنفيذي من 14 فبراير/شباط من العام 2007 حتى 20 أكتوبر/تشرين الأول من العام 2014 عندما لقيَ حتفه في حادث تحطم طائرةٍ في مطار «فنوكوفو» في موسكو. حدثت الحادثة أثناء انطلاق الطائرة عندما اصطدمت بكاسحة ثلجٍ فشلت في اللحاق بمؤخرة قافلتها. كان إجمالي أجره السنوي قد بلغ في هذا المنصب 2,746,335 يورو تألف من مرتبٍ قدره 1,250,000 يورو، ومكافأةٍ قدرها 1,496,335 يورو.
حالياً «باتريك بوياني» Patrick Pouyanné هو رئيس مجلس الإدارة والرئيس التنفيذي للشركة منذ العام 2014. في 16 ديسمبر/كانون الأول من العام 2015. وعُيّنت «باتريشيا باربيزيت» Patricia Barbizet مديرةً رئيسيةً مستقلةً.

### لجنة إدارة أداء المجموعة
في 2 أبريل/نيسان من العام 2015 شُكلت لجنة إدارة أداء المجموعة. كانت مهمة هذه اللجنة فحص وتحليل وتجربة السلامة، والمالية، ونتائج الأعمال للمجموعة. تتكون هذه اللجنة -بالإضافة إلى أعضاء اللجنة التنفيذية- من المديرين المسؤولين عن وحدات الأعمال الرئيسية في المجموعة بالإضافة إلى عددٍ محدودٍ من نواب الرؤساء الأولين للوظائف على مستوى المجموعة والفروع. منذ سبتمبر/أيلول من العام 2016 ضمت اللجنة:
- بالنسبة لوظائف المجموعة: كبار نواب الرئيس المسؤولين عن اتصالات الشركات، والشؤون القانونية، والصحة والسلامة، والبيئة، والاستراتيجية، والمناخ.
- بالنسبة للاستكشاف والإنتاج: كبار نواب الرئيس المسؤولين عن وحدات الأعمال التالية: إفريقيا، والأمريكتين، وآسيا والمحيط الهادي، وأوروبا، وآسيا الوسطى، والشرق الأوسط/شمال إفريقيا، والاستكشاف، ووظيفة واحدة تقررها Comex.
- بالنسبة للغاز ومصادر الطاقة المتجددة والطاقة: الرئيس للغاز والطاقة، والوظيفة التي تختارها اللجنة التنفيذية.
- بالنسبة للتكرير والكيماويات: كبار نواب الرئيس المسؤولين عن وحدات الأعمال التالية: التكرير والكيماويات الأساسية في أوروبا، والتكرير والبتروكيماويات الشرقية، والبوليمرات، و«هتشينسون»، ووظيفة واحدة تقررها Comex.
- بالنسبة لتجارة الشحن: نائب الرئيس الأول لتجارة الشحن.
- بالنسبة للتسويق والخدمات: نواب الرئيس الأول المسؤولون عن وحدات الأعمال التالية: أوروبا، وإفريقيا، والشركات العالمية، ووظيفة واحدة تقررها Comex.
- بالنسبة لتوتال للخدمات العالمية: رئيس شركة توتال للخدمات العالمية.

### اللجنة التنفيذية
اللجنة التنفيذية هي المنظمة الأساسية لصنع القرار في شركة توتال. منذ يناير/كانون الثاني من العام 2020 كان أعضاء اللجنة التنفيذية لشركة توتال:
- باتريك بوياني: «رئيس مجلس الإدارة» Chairman، و«المدير التنفيذي» CEO.
- أرنو بروياك: رئيس الاستكشاف والإنتاج.
- باتريك دي لا شيفارديير: كبير الإداريين الماليين.
- أليكسيس فوفك: رئيس التسويق والخدمات.
- فيليب سوكيه: رئيس الغاز والطاقة المتجددة، ونائب الرئيس التنفيذي، الإستراتيجية والابتكار.
- ناميتا شاه: نائب الرئيس التنفيذي، الأفراد والمسؤولية الاجتماعية.
- برنارد بيناتيل: رئيس التكرير والكيماويات.

## عمليات
في مايو/أيار من العام 2014 أوقفت الشركة مشروع «جوسلين نورث» لرمال النفط في منطقة «أثاباسكا» في ولاية «ألبرتا» في كندا إلى أجلٍ غير مسمىً مشيرةً إلى مخاوفَ بشأن تكاليف التشغيل. أُنفق ما يقدر بنحو أحد عشر مليار دولارٍ على المشروع حيث تعد توتال أكبر مساهمٍ بنسبة 38.5 ٪، فيما تمتلك شركة «صنكور إترجي» 36.75 ٪، و«أوكسيدنتال بتروليوم» 15 ٪، و«إنبكس» اليابانية 10 ٪.
تشارك توتال في ثلاثةٍ وعشرين مشروعاً للتنقيب والإنتاج في إفريقيا، وآسيا، وأوروبا، وأمريكا الشمالية، وأمريكا الجنوبية، وروسيا.

### الاستثمارات
في العام 1937 وقعت «شركة نفط العراق» (IPC) -المساهمة فيها شركة توتال بنسبة 23.75 ٪- اتفاقية امتيازٍ نفطيٍّ مع سلطان مسقط. عرضت «شركة نفط العراق» الدعم المالي لتكوين قوةٍ مسلحةٍ من شأنها أن تساعد السلطان في احتلال المنطقة الداخلية من عُمان، وهي منطقة يعتقد الجيولوجيون أنها غنية بالنفط. أدى ذلك إلى اندلاع حرب الجبل الأخضر في عمان في العام 1954، والتي دامت لأكثر من 5 سنوات.
كانت توتال مستثمراً كبيراً في قطاع الطاقة الإيراني منذ العام 1990. في يوليو/تموز من العام 2017 وقعت توتال و«شركة النفط الإيرانية الوطنية» (NIOC) عقداً لتطوير وإنتاج «حقل جنوب بارس» -أكبر حقل غازٍ في العالم=. ستبلغ الطاقة الإنتاجية للمشروع ملياريْ قدمٍ مكعبٍ في اليوم. وسيزود الغاز المنتج السوقَ الإيرانية المحلية ابتداءً من العام 2021.
أثناء عقوبات «الاتحاد الأوروبي» ضد الاستبدادية العسكرية في ميانمار تمكنت شركة توتال من تشغيل خط أنابيب الغاز الطبيعي «يادانا» من بورما إلى تايلاند. تخضع شركة توتال حالياً لدعوىً قضائيةٍ في المحاكم الفرنسية والبلجيكية للتغاضي عن العبودية المدنية في البلاد واستخدامها لبناء خط الأنابيب. يعرض الفيلم الوثائقي "Total Denial" خلفية هذا المشروع. تقوم المنظمة غير الحكومية Burma Campaign UK حالياً بحملةٍ ضد هذا المشروع.
أعلنت توتال في 22 ديسمبر/كانون الأول من العام 2021 توقيع عقود استثمارٍ مع شركة النفط الوطنية العمانية لاستثمار الغاز الطبيعي، وستبلغ حصة توتال في العقود الجديدة ثمانين بالمئة.

### عمليات الاستحواذ
في 29 أبريل/نيسان من العام 2011 وافقت توتال على شراء 60 ٪ من شركة «صن باور» SunPower للخلايا الكهروضوئية مقابل 1.38 مليار دولارٍ أمريكيٍّ. ومع حلول تاريخ التقرير السنوي للعام 2013 امتلكت توتال 64.65 ٪.
في مايو/أيار من العام 2016 وافقت شركة توتال على شراء شركة تصنيع البطاريات الفرنسية Saft Groupe S.A مقابل 1.1 مليار يورو.
في يونيو/حزيران من العام 2016 وقعت توتال صفقةً بقيمة 224 مليون دولارٍ لشراء شركة «لامبيريس» ثالث أكبر موردٍ بلجيكيٍّ للغاز والطاقة المتجددة لتوسيع أنشطة توزيع الغاز والطاقة.
في ديسمبر/كانون الأول من العام 2016 استحوذت توتال على حوالي 23 ٪ من «تيلوريان» بمبلغ 207 مليون دولارٍ لتطوير مشروع غازٍ متكاملٍ.
في أغسطس/آب من العام 2017 أعلنت شركة توتال أنها ستشتري «نفط ميرسك» من شركة A.P. Moller-Maersk في صفقةٍ من المتوقع أن تغلق في الربع الأول من العام 2018.
في أبريل/نيسان من العام 2018 أعلنت شركة توتال أنها ستشتري 74 ٪ من شركة Direct Énergie الفرنسية للكهرباء والغاز من المساهمين الرئيسيين مقابل 1.4 مليار يورو.

### التنقيب عن النفط في الصحراء الغربية
في أكتوبر/تشرين الأول من العام 2001 وقعت شركة توتال عقداً لاستكشاف النفط في المناطق الواقعة قبالة سواحل الصحراء الغربية (بالقرب من الداخلة) مع «المكتب الوطني المغربي للبحوث واستغلال البترول» (ONAREP). في يناير/كانون الثاني من العام 2002 صرح «هانز كوريل» (وكيل الأمين العام للأمم المتحدة للشؤون القانونية) في رسالةٍ إلى رئيس مجلس الأمن أنه عندما تكون العقود للاستكشاف فقط، فإنها ليست غير قانونيةٍ، ولكن إذا كان هناك المزيد من الاستكشاف أو الاستغلال يتعارض مع مصالح ورغبات شعب الصحراء الغربية، فهي تنتهك مبادئ القانون الدولي. أخيراً قررت شركة توتال عدم تجديد ترخيصها قبالة الصحراء الغربية.

### صفقة الطاقة مع أدنوك
في خطوة للتعامل مع أزمة الطاقة العالمية 2021-2022، التي بدأت مع ظهور جائحة كوفيد -19 وتفاقمت مع غزو روسيا لأوكرانيا عام 2022، وقعت شركة توتال إنرجي الفرنسية وأدنوك الإماراتية اتفاقية إستراتيجية للشراكة في مشاريع الطاقة «للتعاون في مجال إمدادات الطاقة». تم إبرام الصفقة في اليوم الثاني من زيارة زعيم الإمارات العربية المتحدة الشيخ محمد بن زايد آل نهيان من 17 إلى 19 يوليو 2022 إلى باريس. وتعد هذه الزيارة أول زيارة دولة خارجية لرئيس دولة الإمارات العربية المتحدة منذ توليه المنصب في مايو 2022. واستهدفت الصفقة تحديد واستهداف المشاريع الاستثمارية المشتركة المحتملة في الإمارات وفرنسا وأماكن أخرى في قطاعات الطاقة المتجددة والهيدروجين والنووية، وفق ما أفادت به الحكومة الفرنسية في أحد بياناتها. وفقًا لمساعدي الرئيس الفرنسي إيمانويل ماكرون، كانت فرنسا حريصة على تأمين إمدادات الديزل من الإمارات. كما تلقت الصفقة انتقادات من جماعات حقوق الإنسان التي أصرت ماكرون على عدم منح «ولي العهد آنذاك تصريحًا بسجل الإمارات لحقوق الإنسان الفظيع»، وفقًا للبيان الذي نشرته هيومن رايتس ووتش على موقعها على الإنترنت.

## سجلات البيئة والسلامة

خريطة التلوث الساحلي والبحري الذي سببه غرق السفينة "ام. ڤي. إريكا" في خليج بسكاي في 12 /12 /1999.

في 12 ديسمبر/كانون الأول من العام 1999 في خليج بسكاي متجهةً من دونكيرك إلى ليفورنو واجهتِ الناقلةُ «ام. ڤي. إريكا» MV Erika عاصفةً عاتيةً، ومالبثت أن انشطرت إلى قسمين، وغرقت مطلقةً حوالي 31 ألف طنٍّ من زيت الوقود الثقيل العائد لتوتال في البحر لتسبب واحدةً من أكبر حوادث التلوث البحري، والذي امتد لأربعمئة كم على الساحل من لا روشيل إلى غربي بريتاني. فُرضت على توتال غرامة قدرها 375,000 يورو، وقد غُرّمتِ الشركة بهذا المبلغ وحسب، لأن مسؤوليتها كانت جزئيةً لكونها تملك الشحنة فقط لا السفينة. طالب المدّعون بتعويضاتٍ تزيد عن مليار ونصف مليار (1.5) دولارٍ، وانضم إلى الدعوى أكثر من مئة مجموعةٍ وحكومةٍ محليةٍ. غُرّمت شركة توتال بما ينوف قليلاً عن 298,000 دولارٍ ذهبت غالبيتها إلى الحكومة الفرنسية، والعديد من المجموعات البيئية، وحكوماتٍ إقليميةٍ مختلفةٍ. كما غُرّمت بمبلغ 550 ألف دولارٍ تعويضاً عن التلوث الناجم. حاولتِ الشركة استعادة صورتها بعد حادثة الانسكاب النفطي، ففتحت مشروع الحفاظ على السلاحف البحرية في جزيرة مصيرة (في عُمان) في السنوات التالية.
وإذ وجدت توتال نفسها مُدانةً قدمت في العام 2005 تقريراً إلى محاكم باريس وردَ فيه أن الشركة طلبت تقييماً من مجموعةٍ من الخبراء، والذين قرروا أن الناقلة كانت مهتَلَكةً، وأن توتال غيرُ مسؤولةٍ في إشارةٍ إلى مسؤولية «السلطة البحرية في مالطا» MMA (الجهة المسجلة لديها السفينة)، والتي لم يكُ من المفروض أن تُحاكم لأنه لا يدَ لها في الحادث. طلبتِ المحاكم تقرير خبرةٍ ثانياً لمراجعة هذه المعلومات، والتي -من ثَمَّ- قوبلت بالرفض.
في 16 يناير/كانون الثاني من العام 2008 حُكم على توتال، و«جوزيبي سافاريسي» (المالك والمسؤول عن قضايا التمويل والقانون والتأمين)، و«أنطونيو بولارا» (المتصرف)، وشركة «رينا» RINA (مُصْدرة شهادات السلامة للناقلة) متضامنين بدفع تعويضاتٍ لضحايا التلوث بقيمة 192 مليون يورو (280 مليون دولارٍ أمريكيٍّ)، بالإضافة إلى الغرامات المنفردة. اعتَبَر الحُكْمُ أن شركة توتال -مع الاعتراف بالمخاطر التي تكتنف السفن عابرة المحيطات- كانت «مذنبةً بالتهور» من واقع أنها لم تأخذ بالاعتبار «عمر السفينة» (التي أُطلقت في العام 1975)، و«عدم استمرارية معالجتها الفنية وصيانتها».
يُضاف إلى هذا مئتا مليون يورو أنفقتها توتال للمساعدة في تنظيف آثار الانسكاب. استأنفتِ الشركة الحكمَ، وخسرتِ القضيةَ في الاستئنافيْن التالييْن، وأُدينت نهائياً بشكلٍ قاطعٍ في 30 مارس/آذار من العام 2010.

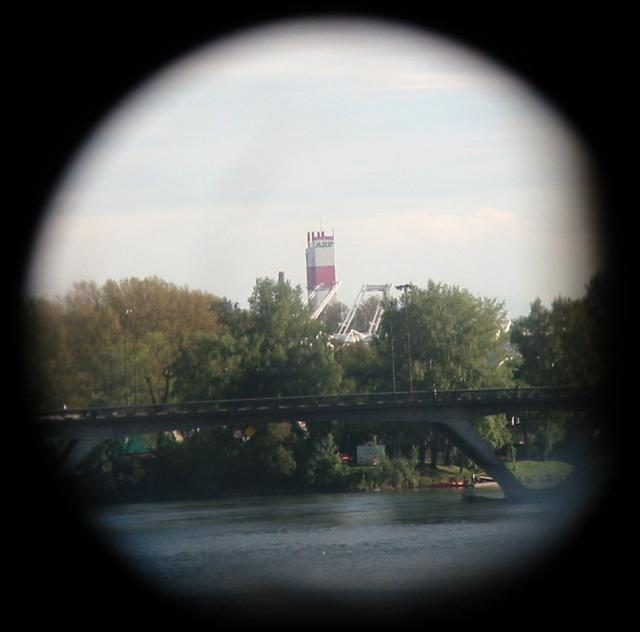
مصنع AZF التابع لمجموعة توتال حيث وقع الانفجار المدوي عام 2001 كما يبدو بالمقراب السياحي من وسط المدينة (4-5 كم).

في 21 سبتمبر/أيلول من العام 2001 وقع انفجار في مصنع السماد الآزوتي AZote Fertilisant اختصاراً AZF في تولوز في فرنسا، والتابع لفرع «غران باروايز» Grande Paroisse من مجموعة توتال. حدث الانفجار في ثلاثمئة طنٍّ من «نترات الأمونيوم» كانت مخزنةً في حظيرةٍ للطائرات. دُمّر المصنع بالكامل وأدى إلى حفرةٍ بعمق نحو 7 أمتارٍ وقطر 40 متراً.
عثر على عوارضَ فولاذيةٍ على مبعدة 3 كم من الموقع. بلغت قوة الانفجار 3.4 على مقياس ريختر، بقوةٍ تقديريةٍ تعادل 20-40 طناً من مادة TNT «تي. إن. تي». سمع الدويّ على بعد 80 كم، وبسبب الصدى بين التلال والصوت الهائل جرى الإبلاغ عن وقوع الانفجار في أماكنَ متعددةٍ. اعتقدت الشرطة في البدء أن ما لا يقل عن خمس قنابلَ انفجرت في وقتٍ واحدٍ، ولا يزال الجدل قائماً حول العدد الدقيق للانفجارات.
كان المصنع قريباً من بلدة Le Mirail على بعد كيلومتر واحدٍ فقط من أكثر المناطق الآهلة بالسكان، وكان لا بد من إخلاء عدة مدارسَ وحرمٍ جامعيٍّ ومستشفىً ومستشفىً للأمراض النفسية.

تسببتِ الكارثة بمقتل 29 شخصاً (28 من المصنع، وطالب في مدرسةٍ ثانويةٍ مجاورةٍ)، وإصابة حوالي 30 بجروحٍ خطيرةٍ، و2500 إصابةٍ خفيفةٍ، وتحطمَ ثلثا نوافذ البلدة مما أدى إلى إصابة 70 بجراحٍ عينيةٍ. لم تُعرف بعد العواقب البيئية الكاملة للكارثة، وتجاوز إجمالي الأضرار التي دفعتها شركات التأمين 1.5 مليار يورو.
في العام 2016 صُنّفت توتال ثانيَ أفضل شركةٍ من بين اثنتين وتسعين (92) شركة نفطٍ وغازٍ وتعدينٍ فيما يتعلق بحقوق السكان الأصليين في القطب الشمالي. وفقاً لتقرير CDP Carbon Majors للعام 2017 كانتِ توتال واحدةً من أكبر مئة شركةٍ تنتج انبعاثات الكربون على مستوى العالم، وهي مسؤولة عن 0.9 ٪ من الانبعاثات العالمية ما بين العامين 1998 و2015. في العام 2021 صُنّفت توتال في المرتبة الثانية كأفضل الشركات ذات المسؤولية البيئية من بين مئةٍ وعشرين (120) شركة نفطٍ وغازٍ وتعدينٍ تشارك في استخراج الموارد شمال الدائرة القطبية الشمالية في مؤشر المسؤولية البيئية في القطب الشمالي (AERI).
في العام 2021 أخفقت توتال في نقل أشخاصٍ محليين ووطنيين سابقين جواً أثناء تعرضها لهجومٍ من قبل مسلحين في بالما في موزمبيق.
ووفق دراسةٍ أجريت في العام 2021 كان موظفو توتال على درايةٍ بالدور الذي لعبته منتجاتهم في ظاهرة الاحتباس الحراري في وقتٍ مبكرٍ من العام 1971، وكذلك طيلة الثمانينات. وعلى الرغم من هذا عززتِ الشركة الارتياب بما يتعلق بعلم الاحتباس الحراري بحلول أواخر الثمانينات، واستقرت في نهاية المطاف على موقفٍ في أواخر التسعينات من القبول العلني بعلوم المناخ، لكن مع استمرار التشكيك ومحاولة تأخير العمل المناخي.

## الرشاوى
لمجموعة توتال سجل من الاتهامات بالرشوة في مناسباتٍ متعددةٍ.
تورطت توتال في فضيحة لجنة الرِّشا الناشئة (2020) في مالطا، فقد تبين أن توتال أخبرت وكلاءَ مالطيين أنها لن تكون مهتمةً بالأعمال التجارية معهم ما لم يشمل فريقهم «جورج فاروجيا» الذي يخضع للتحقيق في فضيحة المشتريات. حصل جورج فاروجيا مؤخراً على عفوٍ رئاسيٍّ في مقابل معلوماتٍ حول هذه الفضيحة. منعت «إنمالطا» Enemalta -[هيئة] موردي الطاقة لمالطا- بسرعةٍ توتال ووكلاءها «ترافيغورا» Trafigura من العطاءات والمناقصات. يُجرى تحقيق حالياً، وقد وُجّه الاتهام لثلاثة أشخاص.
في 16 كانون الأول/ديسمبر من العام 2008 قبض على «ليونيل ليفها» المدير الإداري للقسم الإيطالي من توتال، وعشرة مديرين تنفيذيين آخرين من قبل مكتب النيابة العامة في بوتنزا في إيطاليا بتهم فسادٍ بقيمة 15 مليون يورو لتعهد حقل النفط في «باسيليكاتا» في عقدٍ. كذلك اعتقل النائب المحلي للحزب الديمقراطي «سالفاتور مارجيوتا» ورجل أعمالٍ إيطاليٍّ.
في أبريل/نيسان من العام 2010 اتهمت توتال برشوة المسؤولين العراقيين في نظام الرئيس السابق صدام حسين لتأمين تزويداتٍ بالنفط. وكشف تقرير للأمم المتحدة في وقتٍ لاحقٍ أن المسؤولين العراقيين قد تلقَوْا رشاوىً من شركات النفط لتأمين عقودٍ تبلغ قيمتها أكثر من 10 مليارات دولارٍ. في 26 فبراير/شباط من العام 2016 اعتبرت محكمة استئناف باريس توتال مدانةً وحكمت عليها بدفع غرامةٍ قدرها سبعمئةٍ وخمسين ألف يورو لإفسادها موظفي الخدمة المدنية العراقيين، وانقلب [مبلغ] حكم المحكمة إلى إيرادٍ سابقٍ في القضية.
في العام 2013 أُقرت حالة تخص تُهماً بأن توتال رَشَت مسؤولاً إيرانياً بمبلغ ستين مليون دولارٍ، وقد وثّقتها كـ«تكلفةٍ استشاريةٍ»، والتي منحتها مدخلاً غير عادلٍ للوصول إلى حقول النفط والغاز سيري A وسيري B في إيران. منحت الرشوة توتال ميزةً تنافسيةً أكسبتها أرباحاً قدرت بمئةٍ وخمسين مليون دولارٍ. تقوم «لجنة الأوراق المالية»، وإدارة العدل بإقرار التهم متوقعين لتوتال دفع [غرامة] 398 مليون دولارٍ.

## شراكات تصنيع المواد الأصلية للسيارات والدراجات النارية
ماركة توتال هي وقود ومواد تشحيمٍ موصىً بها رسمياً لجميع أعضاء تحالف رينو-نيسان-ميتسوبيشي البارزين، بما في ذلك «رينو» (مشتركةً مع شركة «بريتيش بتروليوم»)، ونيسان (مشتركةً مع «إكسون موبيل»)، و«إنفينيتي»، و«داسيا»، و«ألبين»، و«داتسون»، و«كيا موتورز»، وماركات ستيلانتس Stellantis الثلاثة («سيتروين»، و«بيجو» و«دي. اس.»)، و«هوندا» (بما في ذلك «أكورا» التي تمت مشاركتها مع «بريتيش بتروليوم» و«إكسون موبيل»)، و«أستون مارتين»، و«مازدا» (مشتركةً مع «بريتيش بتروليوم» وفرعها «كاسترول»)، و«ساني»، و«تاتا موتورز» (مشتركةً مع «بتروناس») للسيارات فقط بالإضافة إلى «بيجو للدراجات»، و«كاواساكي» (وقود فقط)، و«هوندا» للدراجات النارية فقط.

## الرعاية

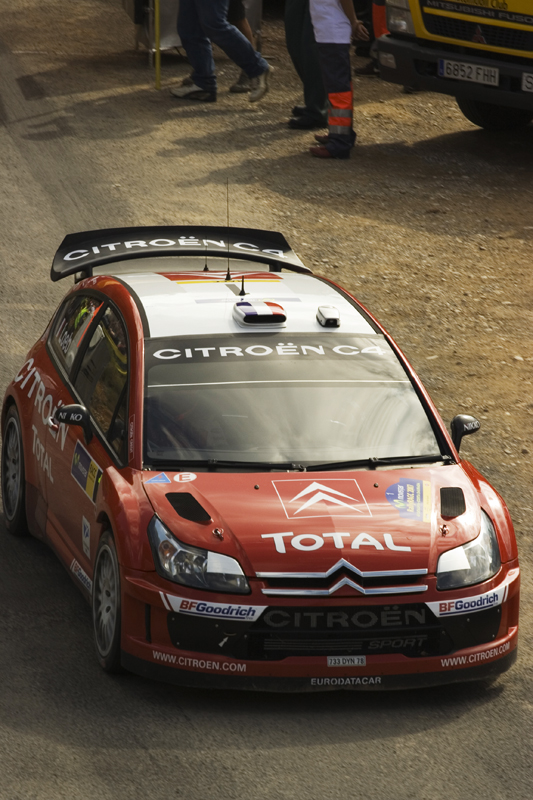
سيارة سائق سيارات السباق "سِباستيان لوب" برعاية توتال.

قدمت توتال الوقود ومواد التشحيم لفرق سباقات السيارات المحترفة.
لطالما كانت توتال شريكاً لـ«سيتروين سبورت» في بطولة العالم للراليات، و«رالي داكار»، و«بطولة العالم للسيارات السياحية». فاز «سيباستيان لوب» بتسعة ألقابٍ لسائقي WRC، في حين فاز «آري فاتانين»، و«بيير لارتيج» بأربع نسخٍ من «رالي داكار».
كانت توتال شريكاً لـ«بيجو سبورت» في «الفورمولا واحد» ما بين العامين 1995 و2000، و«البطولة البريطانية للسيارات السياحية» في العامين 1995 و1996، ومنذ 2001 في «بطولة العالم للراليات»، وتحدي «إنتركونتيننتال رالي»، و«لومان 24 ساعة»، و«كأس إنتركونتيننتال لومان»، و«رالي داكار» و«بايكس بيك Pikes Peak الدولي لتسلق التلة». و«توتال» أيضاً شريك لـ«بيجو سبورت» في برامجها TCR Touring Car لسباقات العملاء.
كانت توتال شريكاً لـ«رينو سبورت» في «الفورمولا واحد» من العام 2009 إلى العام 2016، وظهر شعارها على سيارات سباق «ريد بُل» Red Bull منذ العام 2009، وسيارات «رينو» للفورمولا واحد في الأعوام 2009، و2010، و2016، وسيارات «لوتس» للفورمولا واحد من العام 2011 إلى 2014. توتال أيضاً شريكة فريق «كاترهام اف. واحد» Caterham F1 ما بين العامين 2011-2014، وScuderia Toro Rosso في 2014-2015، وفريق «ويليام اف. واحد» Williams F1 في 2012-2013.
أيضاً كانت توتال الراعي الرئيسي لبطولة «كأس جنوب أمريكا لكرة القدم» Copa Sudamericana football في العامين 2013 و2014.
في أبريل/نيسان من العام 2017 عُيّنت توتال من قبل «الاتحاد الدولي للسيارات»، وACO كموردٍ رسميٍّ للوقود لبطولة التحمل العالمية، و«بيت لومان 24 ساعة» 24 Hours of Le Mans من موسم 18-2019 فصاعداً.
وتوتال أحد الرعاة الرسميين لأحد أكثر فرق كرة القدم المكسيكية شهرةً وتأثيراً ألا وهو «نادي أمريكا».
فيما يتعلق بالتطوير التعليمي تقدم توتال منحاً دراسيةً بملايين اليورو سنوياً لطلابٍ خارجيين للدراسة في فرنسا. هذه البرامج مخصصة أساساً لدرجة الماجستير. ويجري تقديم منحٍ للدكتوراة أيضاً ولكن بأعدادٍ محدودةٍ. يأتي الطلاب بشكلٍ رئيسيٍّ من أوروبا، وإفريقيا، وآسيا، والشرق الأوسط حيث تعمل توتال. والطلاب الأفارقة يقدمون بشكلٍ رئيسٍ من نيجيريا. تتضمن المنحة دفع الرسوم الدراسية وبدلٍ شهريٍّ قدره ألف وأربعمئة يورو (صرف عام 2014). هذا البدل قادر على تلبية احتياجات التغذية والنقل والإقامة للطلاب. أدى انخفاض أسعار النفط في العام 2015 إلى انخفاض أعداد البحاثة.
في يوليو/تموز من العام 2016 حصلت توتال على حزمة رعايةٍ لمدة ثماني سنواتٍ من «الاتحاد الإفريقي لكرة القدم» (CAF) لدعم عشرةٍ من مسابقاتها الرئيسية. بدأت توتال ببطولة «كأس الأمم الإفريقية» التي أقيمت في الجابون، ولذلك سُميت «توتال كأس الأمم الأفريقية».
في يوم الثلاثاء 16 أبريل/نيسان من العام 2019 تعهد الرئيس التنفيذي لمجموعة توتال «باتريك بويان» بأن تقدم توتال مساهمةً بقيمة مئة مليون يورو لإعادة بناء «كاتدرائية نوتردام» في باريس بعدما تعرضت لأضرارٍ جسيمةٍ في حريق.
في 15 يناير/كانون الثاني من العام 2020 أكدتِ الشركة عقد رعايةٍ لمدة عامين مع «سي. إر. فلامنجو» CR Flamengo وهي المرة الأولى التي تكون فيها شريكاً راعياً لفريق كرة قدمٍ برازيليٍّ.

## الهوامش
1. ↑  "البلوك" عبارة عن قطعةٍ من الأرض (مساحةٍ) تكون محل عقدٍ للتنقيب عن الغاز أو النفط.
2. ↑  يذكر أن كمية نترات الأمونيوم في انفجار ميناء بيروت في 4 أغسطس/آب 2020 بلغت 2750 طناً، وقدر قوته مركز الزلازل الأردني بـ4.3 على مقياس ريختر.

## وصلات خارجية
- الموقع الرسمي